# Pedro de Blasi
Pedro Francisco Julio de Blasi (Carlos Casares, 24 de mayo de 1915-desconocido) fue un futbolista argentino. Se desempeñó como delantero en varios clubes de Argentina y Chile.

## Trayectoria
En Rosario Central disputó 18 partidos y convirtió 18 goles. Hizo su debut ante el Club Provincial de Rosario, convirtiendo un tanto. En ese 1938, marcó 2 goles en el Torneo Hermenegildo Ivancich, y 15 en el Torneo Gobernador Molinas, siendo el goleador del mismo, además de consagrarse campeón de dicho torneo. En 1939, ya con el club de Arroyito disputando el Campeonato de Primera División de la Asociación del Fútbol Argentino, le anotó un gol al Vélez Sarsfield.
En la 8ª fecha del Campeonato de 1939 pasó a Platense; convirtió 14 goles para el Calamar.
 A fines de ese año fue de gira con Atlanta a Ecuador y Colombia.
En 1940 Santiago Wanderers realizó una gira por durante varios meses por la costa del Pacífico, por lo que se reforzó con varios jugadores argentinos para el viaje. Entre ellos estaban de Blasi, Carlos Orlandelli y Teodoro Contreras, que luego de la gira pasaron a formar parte de Magallanes.

## Clubes
| Club               | País      | Año       |
| ------------------ | --------- | --------- |
| Rosario Central    | Argentina | 1938-1939 |
| Platense           | Argentina | 1939      |
| Atlanta            | Argentina | 1939-1940 |
| Santiago Wanderers | Chile     | 1940-1941 |
| Magallanes         | Chile     | 1942-1943 |

## Palmarés

### Campeonatos regionales
| Título                    | Club            | País      | Año  |
| ------------------------- | --------------- | --------- | ---- |
| Torneo Gobernador Molinas | Rosario Central | Argentina | 1938 |